# マルティン・ヨル
マールテン・コルネリウス・"マルティン"・ヨル（Maarten Cornelius "Martin" Jol, 1956年1月16日 - ）は、オランダ・デン・ハーグ出身の元同国代表サッカー選手、現サッカー指導者。現役時代のポジションはMF（攻撃的ミッドフィールダー）。

## 経歴

### 選手時代
オランダのアマチュアチームでプレーしていた彼をFCデン・ハーグが引き抜き、1973年に同チームでプロデビュー。その後、ドイツ、イングランドなどを渡り歩き、1985年に古巣に戻り引退した。
オランダ代表として、10代の頃から各世代別の代表に選出されている。また、A代表としても3キャップを記録した。

### 指導者時代
1991年より、後にFCデン・ハーグと合併する当時アマチュアクラブのADOデン・ハーグを率いる。1996年、ローダJCにて初めてプロクラブの監督に就任。RKCヴァールヴァイク監督時代には2001-02シーズンのエールディヴィジ最優秀監督に選出され、マンチェスター・ユナイテッドFCからアシスタントコーチ就任を打診されるなど、次第にその手腕が注目を集めるようになる。
2004年にRKCの監督を辞任し、トッテナム・ホットスパーFCのアシスタントコーチに就任。シーズン途中に監督だった元フランス代表監督のジャック・サンティニが突然辞任したため、コーチから昇格し監督となった。同シーズンを9位で終えると、翌シーズンから2年連続で同チームをUEFAカップ出場圏内の5位にまで導いた。しかしながら、2007-08シーズンは序盤の不調が響き10月に解任された。
2008年7月からはフーブ・ステフェンスの後任としてハンブルガーSVの監督に就任。2年契約を締結し、一時は優勝を争った。
2009-10シーズンからアヤックス・アムステルダムと3年契約を締結。UEFAチャンピオンズリーグ出場を逃したクラブをリーグ2位へと立て直した。CLで敗退しリーグにおいても4位となっていた2010年12月6日、辞任することを表明した。
2011年6月、フラムFC監督に就任。ムサ・デンベレをFWからMFにコンバートさせ才能を開花させるなど選手を育てた。しかし2013年12月1日、直近のリーグ戦5連敗で降格圏の18位に低迷したため、解任された。
2016年2月25日、エジプト・プレミアリーグのアル・アハリに指揮官として招聘される。シーズン途中から率いたクラブをリーグ優勝に導いた。しかしサポーターによるクラブ襲撃や自身への脅迫を理由に、就任から半年後の8月18日に辞任した。
2019年1月30日、兄弟のコック・ヨルと共に古巣SVVスヘフェニンゲンのテクニカルディレクターに就任した。

## 監督成績
| クラブ                   | 就任           | 退任           | 記録 | 記録 | 記録 | 記録 | 記録   |
| クラブ                   | 就任           | 退任           | 試合 | 勝ち | 分け | 負け | 勝率 % |
| ------------------------ | -------------- | -------------- | ---- | ---- | ---- | ---- | ------ |
| ローダJC                 | 1996年11月1日  | 1998年3月7日   | 57   | 29   | 7    | 21   | 050.88 |
| RKCヴァールヴァイク      | 1998年10月26日 | 2004年6月30日  | 209  | 79   | 44   | 86   | 037.80 |
| トッテナム・ホットスパー | 2004年11月5日  | 2007年10月25日 | 148  | 67   | 38   | 43   | 045.27 |
| ハンブルガーSV           | 2008年7月1日   | 2009年6月30日  | 53   | 32   | 7    | 14   | 060.38 |
| アヤックス               | 2009年7月1日   | 2010年12月6日  | 77   | 50   | 16   | 11   | 064.94 |
| フラム                   | 2011年6月7日   | 2013年12月1日  | 113  | 38   | 28   | 47   | 033.63 |
| アル・アハリSC           | 2016年2月24日  | 2016年8月19日  | 31   | 20   | 6    | 5    | 064.52 |
| 合計                     | 合計           | 合計           | 688  | 315  | 146  | 227  | 045.78 |

## タイトル

### 選手時代
ADOデン・ハーグ
- KNVBカップ: 1974-75

### 指導者時代
ローダJC
- KNVBカップ: 1996-97[12]

アヤックス
- KNVBカップ: 2009-10[12]

アル・アハリ
- エジプト・プレミアリーグ: 2015-16

個人
- エールディヴィジ年間最優秀監督: 2000-01
- プレミアリーグ月間最優秀監督: 2004年12月[13]